# ジャマイカ関係記事の一覧
ジャマイカ関係記事の一覧（ジャマイカかんけいきじのいちらん）は、Wikipediaに収録のジャマイカ関係記事の一覧である。
- ジャマイカ出身の人物についてはジャマイカ人の一覧を参照

## あ行
- アカン人（英語版）
- アラワク族 - 同国の先住民。植民地時代に絶滅している
- イギリス - かつての宗主国のひとつ
  - イギリス連邦 - 同国はこの連邦の加盟国である
- イスパニョーラ島
- ウェイラーズ
- 英語 - 同国における公用語
- 英連邦王国 - 同国はこの一部となっている
- オーチョ・リオス - 都市の一.

## か行
- カリブ海
- カリブ海地域 - 上記の海域に位置する地域。ジャマイカはこの地域の一部となっている
  - カドリーユドレス（英語版） - カリブ海地域の民族衣装の一つ。同地域内の各国では名称がそれぞれ異なる特徴点がある
- カリブ族
- キャッサバ
- キューバ - 隣国
- キングストン - 首都
- クール・ランニング - 映画作品。同国で起きた出来事を題材にしている
- クリケット - 国技
  - クリケット・ワールドカップ
    - クリケット西インド諸島代表 - 過去に出場経験がある
- コクピット・カントリー（英語版）
- コーヒー豆
- ココナッツ
- コロマンティ（英語版）

## さ行
- サツマイモ - 同国における主食作物のひとつである
- ジャマイカ英語
- ジャマイカ海峡
- ジャマイカ・クレオール語
- ジャマイカ国王
- ジャマイカ事件
- ジャマイカ史年表
- ジャマイカ・ドル
- ジャマイカにおけるコーヒー生産
- ジャマイカの行政区画
- ジャマイカの軍事
- ジャマイカの政治
- ジャマイカの世界遺産
- ジャマイカの首相
- ジャマイカの総督
- ジャマイカの独立（英語版）
- ジャマイカの都市の一覧
- ジャマイカのマルーン（英語版）
- ジャマイカの歴史
- ジャマイカ料理
- 新興工業経済地域
- スカ - 同国におけるポピュラー音楽のジャンルのひとつ。1950年代に同国にて発祥
- スペイン - かつての宗主国のひとつ

## た行
- 大アンティル諸島
- 第1次マルーン戦争
- 第2次マルーン戦争（英語版）
- タイノ族
- タッキーの反乱（英語版）
- 中央アメリカ
- トゥーツ・アンド・ザ・メイタルズ
- ドライハーバー山脈（英語版）
- トレンチタウン

## な行
- 西インド諸島大学 - 同国の高等教育機関
- 西インド連邦 - 同国の前身の一つ
- 日本とジャマイカの関係

## は行
- ハイチ - 隣接する国家の一つ
- バプテスト戦争（英語版）
- バナナ
- ブルー・アンド・ジョン・クロウ・マウンテンズ国立公園
- ブルーマウンテン - コーヒーの銘柄の一.
- ブルーマウンテン山脈 (ジャマイカ)
- ブルー・マウンテン峰
- ボーキサイト
- ボブスレー - 同国で盛んなスポーツの一つ
- ボブ・マーリー&ザ・ウェイラーズ
- ポピュラー音楽

## ま行
- メント
- モチョ山脈（英語版）
- モンテゴ・ベイ - 都市の一.

## ら行
- ラスタファリ運動
- ルードボーイ - ジャマイカのスラングの一つ。
- レゲエ - ポピュラー音楽のひとつ。1960年代後半に同国で発祥し、1980年代前半まで流行していた
- ロックステディ - ポピュラー音楽のひとつ。1966年～1968年の間に同国で流行した

## 記号・英数字
記号
- .jm

数字
- 1988年カルガリーオリンピック
- 1998 FIFAワールドカップ

A-Z